# Naturschutzgebiet Schoritzer Wiek

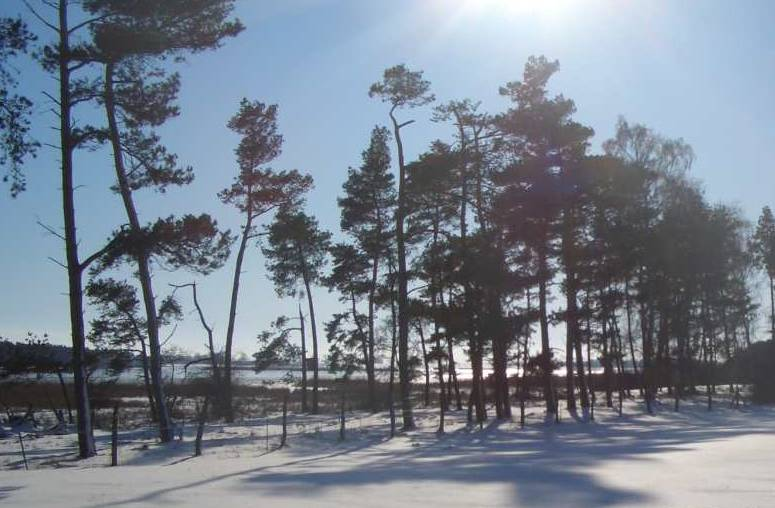
Blick von Norden: Silmenitzer Heide und Schoritzer Wiek

Das Naturschutzgebiet Schoritzer Wiek ist ein 437 Hektar umfassendes Naturschutzgebiet auf Rügen und der Bucht Schoritzer Wiek in Mecklenburg-Vorpommern. Es stellt einen reich gegliederten Teil der Boddenlandschaft dar. Typische Lebensräume sind Brackwasserröhrichte, Riede, Salzweiden, Strandwälle, Dünen, Windwatten und die flachen Bereiche des angrenzenden Greifswalder Boddens. Die aktuelle Schutzgebietsausweisung erfolgte am 22. April 1984, wobei das Gebiet diesen Status schon vorher vom 7. August 1937 bis 30. April 1963 hatte. Der Gebietszustand wird als befriedigend angesehen, da Prädatoren sowie Störungen durch Angler, Bootfahrer und Surfer den Bruterfolg der Küstenvögel behindern. Teilbereiche des Schutzgebietes sind auf öffentlichen Wegen zugänglich.

## Geschichte
Die Flächen des heutigen Schutzgebietes wurden formgebend durch die letzte Vereisungsphase vor über 10.000 Jahren geprägt. Das Abtauen des Eises und der damit verbundene Meeresspiegelanstieg führten während der Littorina-Transgression zur Überflutung der Schoritzer Wiek. Die Silmenitzer Heide trennt als Halbinsel seitdem die Bucht Schoritzer Wiek vom restlichen Rügischen Bodden. Menschliche Nutzung der umgebenden Flächen ist seit Jahrhunderten belegt und im Wesentlichen auf Weidenutzung beschränkt. Die trockenen Standorte der Silmenitzer Heide wurden in den 1950er Jahren mit Kiefern aufgeforstet. Die Schoritzer Wiek wird durch Berufsfischer aus Zudar genutzt.

## Pflanzen- und Tierwelt
Die Wasservegetation der Schoritzer Wiek wird von Kammlaichkrautrasen eingenommen. Röhrichte aus Schilf säumen das Ufer, wobei Salzwiesen mit Salzteichsimse, Strand-Dreizack, Salz-Aster, Weißem Straußgras und Rot-Schwingel eingestreut sind. Ein Küstenüberflutungsmoor hat sich auf der Westseite der Silmenitzer Heide ausgebildet. Durch Beweidung findet sich auf Strandwällen Magerrasen, der bei Nutzungsaufgabe mit Ginster und Weißdorn verbuscht. Typische Brutvögel im Gebiet sind Rotschenkel, Sandregenpfeifer, Austernfischer, Mittelsäger, Brandgans, Reiherente und Haubentaucher. Der Seeadler ist häufig anzutreffen. Im Frühjahr und Herbst nutzen Grau-, Bläss-, Waldsaat-, Kanada-, Nonnen- und Ringelgans das Gebiet als Rastplatz. Auf den Wattflächen können Limikolen, wie Großer Brachvogel, Alpenstrandläufer und Goldregenpfeifer beobachtet werden.